# Spoelwijk
Spoelwijk is een buurtschap behorende tot de gemeente Alphen aan den Rijn in de Nederlandse provincie Zuid-Holland. Spoelwijk ligt ten noordoosten van Boskoop en heeft 260 inwoners.
Tot 1812 hoorde Spoelwijk tot de ambachtsheerlijkheid Middelburg ook wel Middelburg en Spoelwijk genoemd. In dat jaar werd Middelburg deel van de gemeente Boskoop. In 1817 werd Middelburg, waaronder Spoelwijk, een zelfstandige gemeente die in 1855 bij Reeuwijk werd gevoegd. Spoelwijk ging rond 1960 door een grenscorrectie tegelijk met het zuidelijk ervan gelegen Nieuwkoop over van de gemeente Reeuwijk naar de gemeente Boskoop. Per 1 januari 2014 hoort Spoelwijk tot de gemeente Alphen aan den Rijn.
Spoelwijk grenst als polderblok in het noorden aan de polder Steekt, in het noordoosten aan de Binnenpolder, in het oosten aan De Wijk, in het zuiden aan Nieuwkoop en in het westen aan Rijneveld.
Hoofdplaats: Alphen aan den Rijn     Wijken en Buurten: Oudshoorn · Ridderveld · Zegersloot · Hoorn · Hoge Zijde · Lage Zijde · Steekterpolder · Kerk en Zanen · Rietveld

Dorpen: Aarlanderveen · Benthuizen · Boskoop · Hazerswoude-Dorp · Hazerswoude-Rijndijk · Koudekerk aan den Rijn · Zwammerdam

Buurtschappen: Bent · Benthorn · De Roemer · Draaibrug · Gnephoek · Gouwsluis · Groenendijk · Groeneweg · Halve Raak · Heimansbuurt · Hogeveen · Hoogewaard · Hoorn · Kort-Steekterweg · Laag Boskoop · Lagewaard · Loete · Middelburg (deels) · 's-Molenaarsbuurt · Oostbuurt · Otweg · Ridderbuurt · Rietveld · De Roemer · Steekterweg/Goudse Rijpad · Spoelwijk · Voorweg · Westeinde

Historische gemeentes: Rijnwoude · Zuidwijk

Zuid-Holland: Steden en dorpen    Nederland: Provincies · Gemeenten